# Brahmaguptapolynoom
Een brahmaguptapolynoom van de orde {\displaystyle n} is elk van de beide polynomen die op de eerste rij staan van de {\displaystyle n}-de macht van de brahmaguptamatrix
{\displaystyle B(x,y,1)={\begin{bmatrix}x&y\\ty&x\end{bmatrix}}}
Schfijft men de {\displaystyle n}-de macht daarvan als:
{\displaystyle {\begin{bmatrix}x&y\\ty&x\end{bmatrix}}^{n}={\begin{bmatrix}x_{n}&y_{n}\\ty_{n}&x_{n}\end{bmatrix}}},
dan zijn {\displaystyle x_{n}} en {\displaystyle y_{n}} brahmaguptapolynomen van de orde {\displaystyle n}. Deze polynomen voldoen daarmee aan het paar recurrente betrekkingen:
{\displaystyle x_{n+1}=x\cdot x_{n}+t\cdot y\cdot y_{n}}
{\displaystyle y_{n+1}=x\cdot y_{n}+y\cdot x_{n}}
De eerste polynomen zijn:
{\displaystyle x_{0}=1}
{\displaystyle y_{0}=0}
{\displaystyle x_{1}=x}
{\displaystyle y_{1}=y}
{\displaystyle x_{2}=x^{2}+ty^{2}}
{\displaystyle y_{2}=2xy}
{\displaystyle x_{3}=x^{3}+3txy^{2}}
{\displaystyle y_{3}=3x^{2}y+ty^{3}}
De algemene vorm is:
{\displaystyle x_{n}=\sum _{k=0,k\,even}^{n}{\tbinom {n}{k}}t^{k/2}x^{n-k}y^{k}}
{\displaystyle y_{n}=\sum _{k=1,k\,oneven}^{n}{\tbinom {n}{k}}t^{(k-1)/2}x^{n-k}y^{k}}
De brahmaguptapolynomen voldoen ook aan de volgende betrekking tussen de partiële afgeleiden:
{\displaystyle {\frac {\partial x_{n}}{\partial x}}={\frac {\partial y_{n}}{\partial y}}=nx_{n-1}}
{\displaystyle {\frac {\partial x_{n}}{\partial y}}=t{\frac {\partial y_{n}}{\partial x}}=nty_{n-1}}

## Relatie met pellgetallen
Voor {\displaystyle x=y=1,t=2} is de brahmaguptapolynoom {\displaystyle y_{n}=P_{n}}, het {\displaystyle n}-de pellgetal, en {\displaystyle 2x_{n}=Q_{n}}, het {\displaystyle n}-de pellgetal van de tweede soort.